# Rajd Dolnośląski 2010
20. Rajd Dolnośląski – 20. edycja Rajdu Dolnośląskiego. Był to rajd samochodowy rozgrywany od 8 do 10 października 2010 roku. Bazą rajdu było miasto Kłodzko. Była to ósma runda Rajdowych Samochodowych Mistrzostw Polski w roku 2010. Rajd składał się z osiemnastu odcinków specjalnych (jeden z nich anulowano).

## Wyniki końcowe rajdu[1]
| Miejsce | Kierowca             | Pilot            | Samochód              | Czas      | Strata  | Grupa Klasa | Punkty |
| ------- | -------------------- | ---------------- | --------------------- | --------- | ------- | ----------- | ------ |
| 1       | Bryan Bouffier       | Xavier Panseri   | Peugeot 207 S2000     | 1:21:15.4 | –       | S2000       | 45     |
| 2       | Kajetan Kajetanowicz | Jarosław Baran   | Subaru Impreza TMR 10 | 1:21:36.0 | +20.6   | N4          | 36     |
| 3       | Leszek Kuzaj         | Jakub Gerber     | Škoda Fabia S2000     | 1:22:04.5 | +49.1   | S2000       | 28     |
| 4       | Tomasz Kuchar        | Daniel Dymurski  | Peugeot 207 S2000     | 1:24:00.7 | +2:45.3 | S2000       | 21     |
| 5       | Maciej Rzeźnik       | Przemysław Mazur | Škoda Fabia S2000     | 1:26:26.1 | +5:10.7 | S2000       | 16     |
| 6       | Michał Bębenek       | Grzegorz Bębenek | Citroën C2 R2 Max     | 1:27:54.5 | +6:39.1 | R           | 13     |
| 7       | Łukasz Markowski     | Maciej Machela   | Citroën C2 R2 Max     | 1:28:56.8 | +7:41.4 | R           | 9      |
| 8       | Sławomir Jarek       | Łukasz Lachtera  | BMW M3 E36            | 1:29:02.6 | +7:47.2 | HR13        | 6      |
| 9       | Jan Chmielewski      | Robert Hundla    | Citroën C2 R2 Max     | 1:29:06.7 | +7:51.3 | R           | 6      |
| 10      | Robert Kujawski      | Rafał Rzemień    | Renault Clio R3       | 1:29:25.4 | +8:10.0 | R           | 2      |